# Tal jezik
Tal jezik (ISO 639-3: tal; amtul, kwabzak), afrazijski jezik uže zapadnočadske skupine, kojim govori oko 10 000 ljudi (1973 SIL) u nigerijskoj državi Plateau u LGA Pankshin.
Srodan je jezicima montol [mtl], goemai [ank], pyapun [pcw] i koenom [kcs] s kojima pripada užoj skupini A.3. angas-gerka i pravim angas jezicima.

## Vanjske poveznice
- Ethnologue (14th)
- Ethnologue (15th)